# Nervesa della Battaglia
Nervesa della Battaglia (Narveza in veneto) è un comune italiano di 6 525 abitanti della provincia di Treviso in Veneto.

## Geografia fisica
Il comune di Nervesa della Battaglia occupa un'area di 34,97 km² alle pendici più orientali del colle del Montello, a un'altitudine di 78 m s.l.m.
È delimitato a est dal fiume Piave, che proprio in questo punto inizia il suo corso nella pianura veneta, dopo aver attraversato il Quartier del Piave.
Confina a nord con Sernaglia della Battaglia, a est con Susegana e Santa Lucia di Piave, a sud con Spresiano e Arcade, a ovest con Giavera del Montello.
Dista circa 20 km a nord di Treviso, e si trova a metà strada fra Montebelluna e Conegliano (entrambe le città distano circa 15 km).

## Origini del nome
Il toponimo Nervesa (nome del comune fino al 1923) deriverebbe dal nome proprio latino Nerva o Nervinius, appartenente forse a un proprietario terriero di epoca romana. L'appellativo "della Battaglia", aggiunto in epoca fascista e poi mantenuto, si rifà alla seconda battaglia del Piave.

## Storia

### Antichità
La presenza della civiltà romana è attestata dai numerosi reperti: nei pressi dell'abbazia di Sant'Eustachio furono ritrovate una colonna e la sepoltura di un liberto, risalenti al I secolo d.C. Si ipotizza che sul luogo sorgesse un fortilizio, mentre il territorio sottostante era coinvolto nella centuriazione di Treviso.

### Medioevo

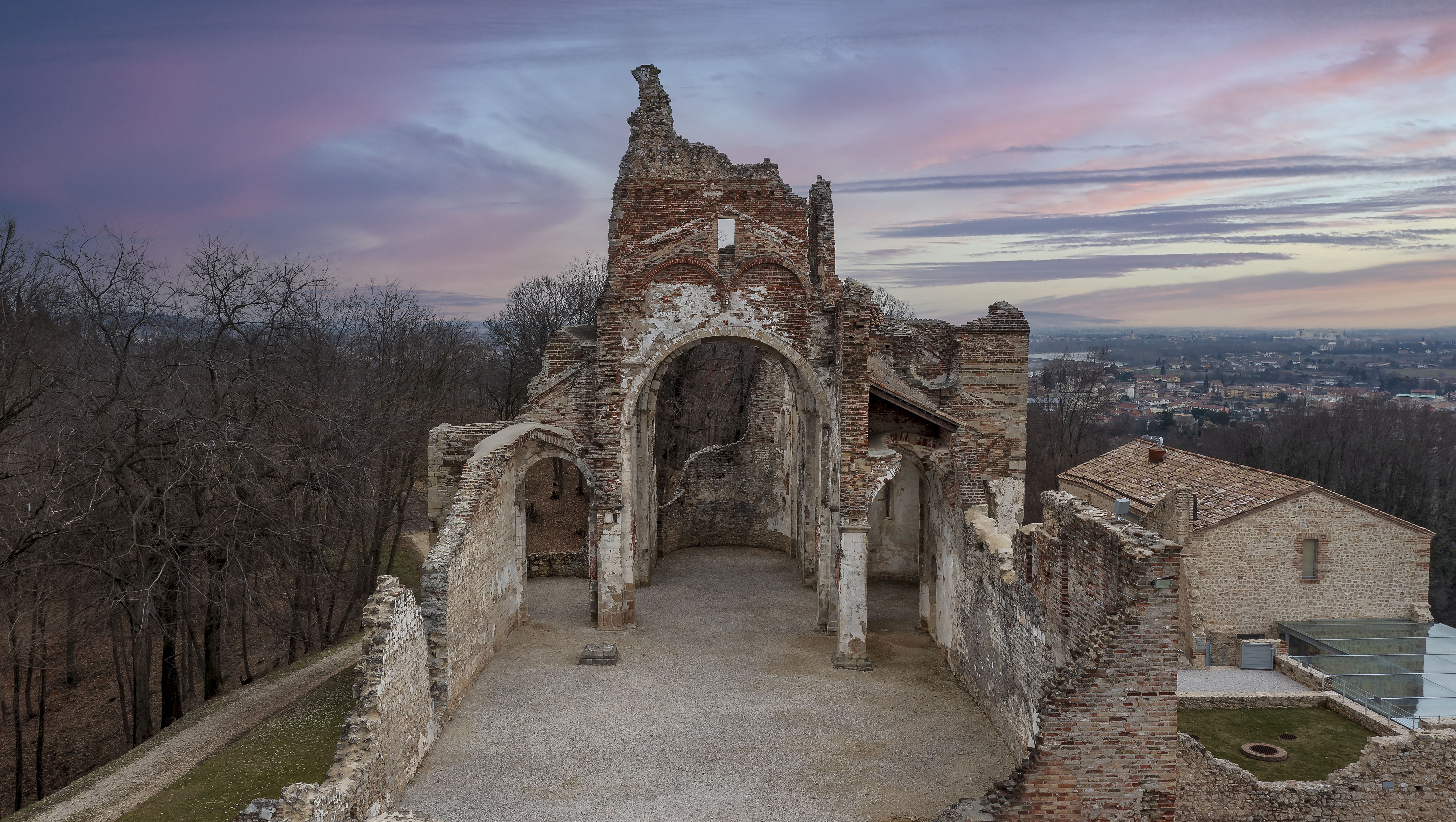
Sant'Eustachio, rovine dell'abbaziale

Nervisia viene documentata per la prima volta in una bolla regale del 954, nella quale Ottone I (imperatore dopo 962) donava il territorio ai conti di Treviso, i Collalto. La storia di Nervesa rimarrà a lungo legata a questa famiglia, che avevano sede nei vicini castelli di Collalto e San Salvatore, presso Susegana.
Furono proprio alcuni rappresentanti della casata a fondare, nell'XI secolo, l'abbazia di Sant'Eustachio e, più tardi, la Certosa di San Girolamo. La prima va ricordata come notevole centro di cultura che ha ospitato diverse personalità quale Giovanni Della Casa, che qui compose il suo Galateo.
La Serenissima giunse nella zona nel 1339, ma è solo sul finire del secolo che avrà il controllo definitivo sul Trevigiano. Dal 1470 il Montello fu vincolato come patrimonio boschivo riservato all'Arsenale, con pene severissime contro lo sfruttamento di frodo.

### Ottocento
Caduta la Repubblica, seguì un periodo di instabilità politica anche dopo l'istituzione del Regno Lombardo-Veneto con continui furti da parte dei bisnenti ovvero dei predoni di legna del Montello.
Con l'entrata del Veneto nel Regno d'Italia il bosco del Montello perse la sua secolare tutela: la legge Bertolini del 1892 lo divise in appezzamenti da concedere alle famiglie più indigenti, ma lo sfruttamento fu incontrollato e provocò danni irreparabili all'equilibrio ambientale. Secondo gli intenti della stessa legge, inoltre, il disboscamento avrebbe portato a nuovi fondi da sfruttare per l'agricoltura, ma la naturale acidità del terreno e il notevole carsismo vanificarono questi scopi. Gli abitanti rimasero poverissimi, tanto da essere soprannominati bisnent, "due volte niente".

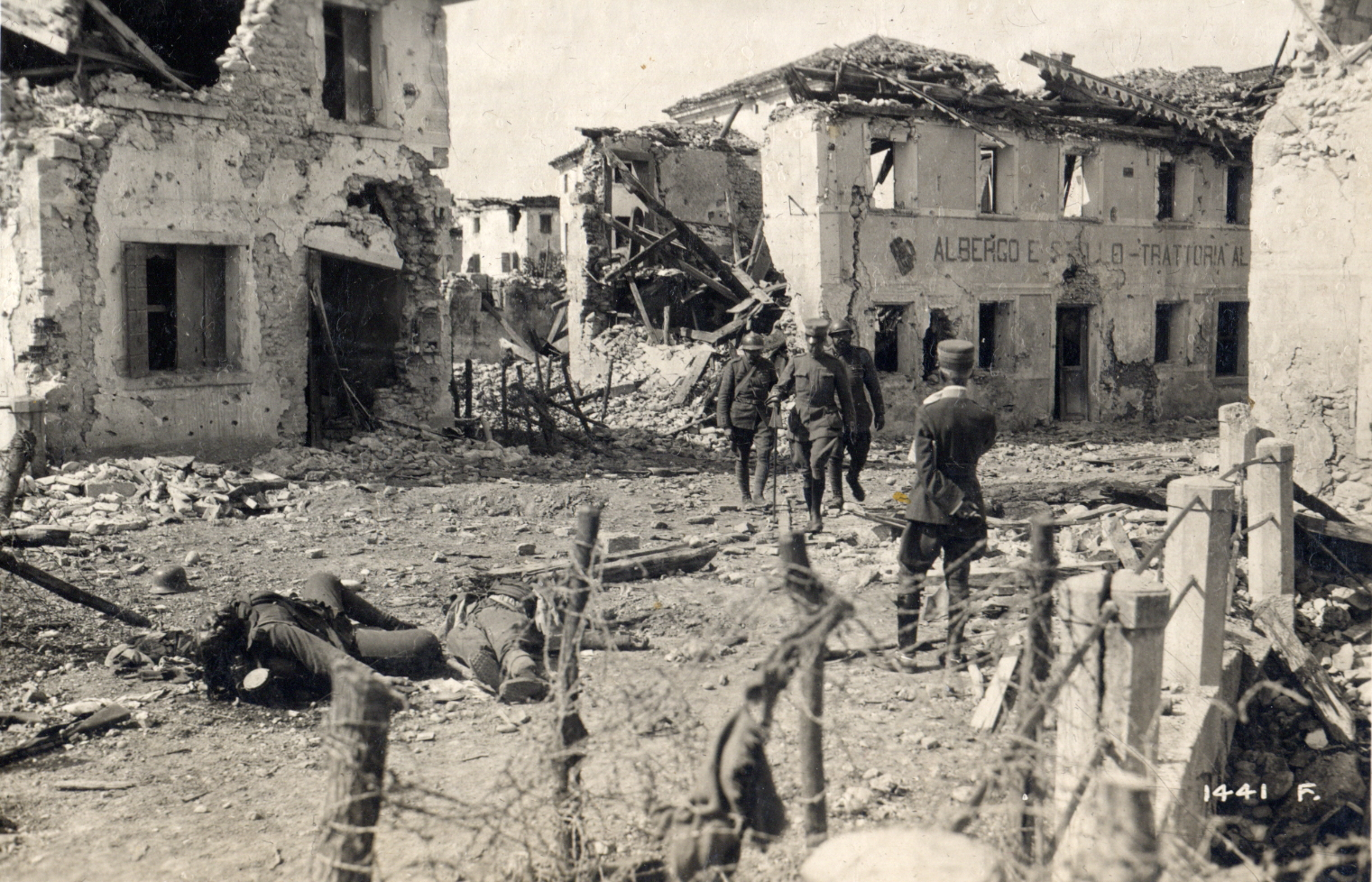
Nervesa dopo la riconquista il 24 giugno 1918

### Prima guerra mondiale
La situazione si aggravò dopo la Rotta di Caporetto e lo spostamento del fronte presso il Piave. Nervesa venne così rasa al suolo dai combattimenti, specie durante la Battaglia del solstizio combattuta nel giugno del 1918.
A questi eventi sono legati l'appellativo "della Battaglia", aggiunto sotto il Ventennio, e la realizzazione del Sacrario del Montello.

### Simboli

Il gonfalone

Lo stemma e il gonfalone di Nervesa della Battaglia sono stati concessi con decreto del presidente della Repubblica del 10 luglio 1973.
Il gonfalone è un drappo troncato di bianco e d'azzurro.
La bandiera concessa con D.P.R. del 18 aprile 2006, è costituita da un drappo troncato di bianco e di azzurro, caricato dello stemma del Comune.

### Onorificenze
Il Comune è stato insignito della Medaglia d'oro al Merito Civile.

## Monumenti e luoghi d'interesse

### Architetture religiose

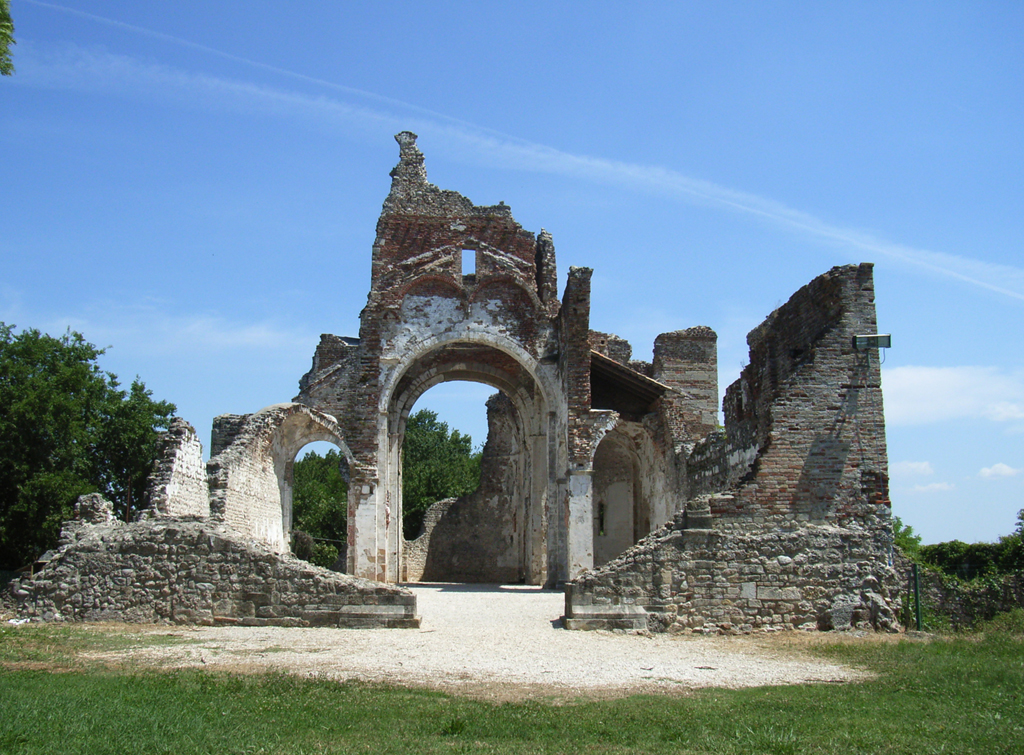
Abbazia di Sant'Eustachio

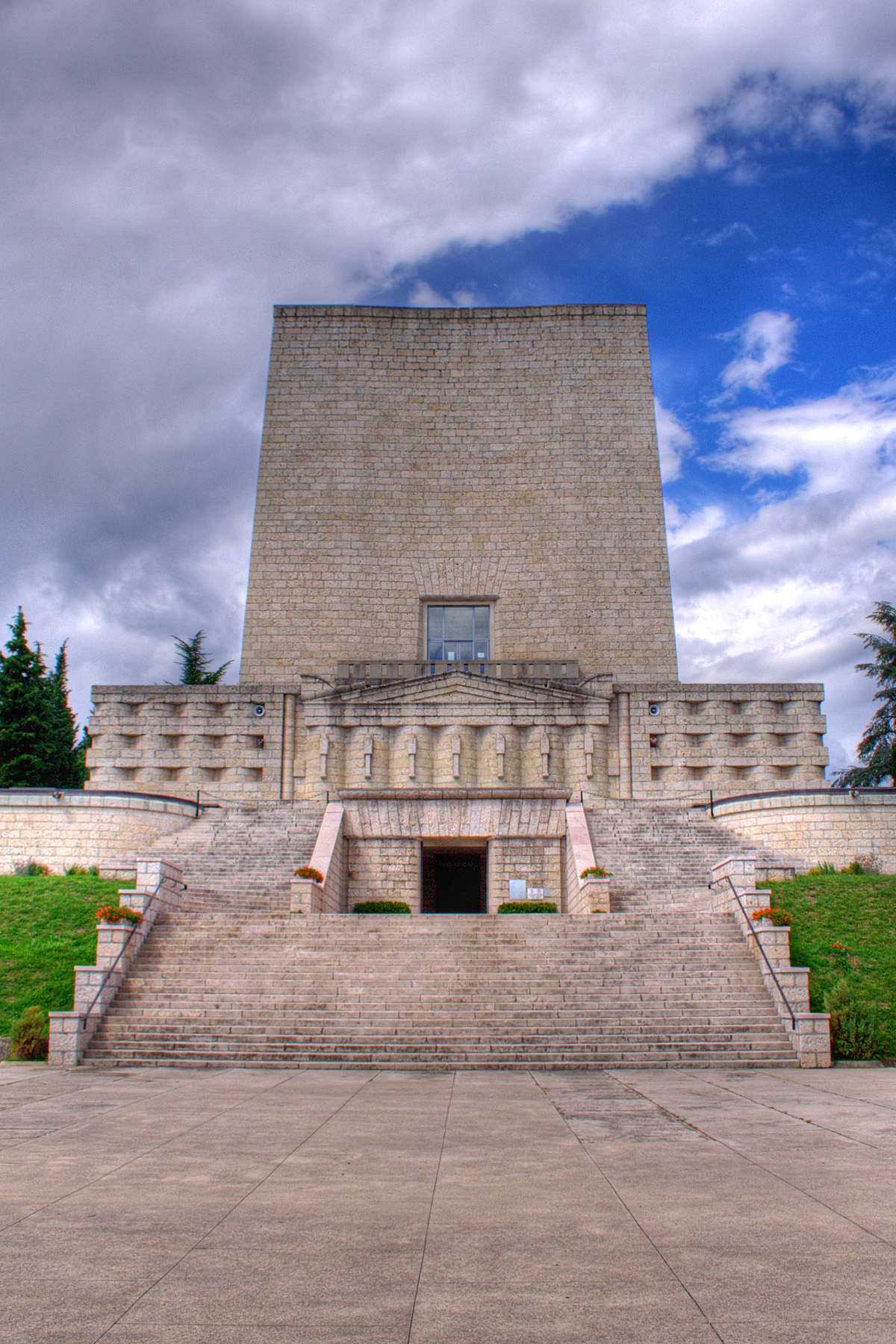
Sacrario del Montello

- Abbazia di Sant'Eustachio, monastero benedettino fondata da Rambaldo III di Collalto e dalla madre Gisla I di Collalto, soppresso nel Cinquecento e oggi in rovina. I resti sorgono sulle pendici del Montello.
- Certosa di San Girolamo monastero che sorgeva sul Montello.
- Sacrario del Montello, uno dei principali ossari che raccolgono le spoglie dei caduti italiani durante la prima guerra mondiale.
- Chiesa parrocchiale di San Giovanni Battista, ricostruita dopo le devastazioni sofferte durante la prima guerra mondiale
- Sacello Francesco Baracca, monumento dedicato all'asso dell'aviazione Francesco Baracca.

### Architetture civili
- Palazzo Sfoglio Antonini Vagliano

## Società

### Evoluzione demografica
Abitanti censiti

### Etnie e minoranze straniere
Al 31 dicembre 2023 gli stranieri residenti nel comune erano 595, ovvero l'9,1% della popolazione. Di seguito sono riportati i gruppi più consistenti:
1. Romania 160
2. Marocco 138
3. Cina 28
4. Bosnia ed Erzegovina 23
5. Ucraina 23
6. Albania 21

## Cultura

### Eventi
- Ultimo lunedì di settembre - festa patronale di S. Gerolamo[16]

## Geografia antropica

### Frazioni
Solo l'abitato di Bavaria, ad ovest del capoluogo, è considerato frazione del comune, tuttavia lo statuto comunale riporta numerose altre località abitate:
- Bidasio: a sud-est di Nervesa, all'incrocio tra via Madonnetta e via Priula, poco distante dalla zona industriale;
- Dus: piccola borgata a sud del capoluogo, all'incrocio tra via Brigata Udine e via XV Giugno, vicino alla seconda zona industriale;
- Frati: l'area del Montello attorno alla certosa di San Girolamo;
- Sant'Andrea: rione a sud-ovest del centro, verso Sovilla;
- Santa Croce del Montello: l'abitato sorto attorno alla parrocchia omonima, posto ai piedi del Montello, tra il versante nord e il Piave;
- Santi Angeli: sul Montello, presso la parrocchia omonima; è anche frazione di Giavera del Montello e località di Volpago del Montello;
- Sovilla: borgata a sud ovest di Nervesa, tra Sant'Andrea e Bavaria.

## Economia
L'economia si fonda su un settore industriale molto sviluppato, cui continua ad affiancarsi il settore agricolo. Si coltivano cereali, frumento, ortaggi, foraggi, viti e alberi da frutta e si allevano bovini, suini e avicoli. La produzione industriale è sviluppata nei settori estrattivo (pietra), alimentare, tessile, dell’abbigliamento, chimico, metallurgico ed edile.

## Infrastrutture e trasporti

### Mobilità urbana
Il servizio di trasporto pubblico è garantito da autocorse svolte dalla MOM (ex La Marca).

### Ferrovie
Fino al 1966 a Nervesa era presente una stazione ferroviaria, servita dalla ferrovia Montebelluna-Susegana.

## Amministrazione
| Periodo          | Periodo           | Primo cittadino   | Partito                         | Carica                  | Note                                                     |
| ---------------- | ----------------- | ----------------- | ------------------------------- | ----------------------- | -------------------------------------------------------- |
| Dal 1964         | Al 1976           | Giulio Tartini    | ?                               | Sindaco                 | [ 18 ]                                                   |
| 26 luglio 1985   | 22 luglio 1990    | Renato Mattiuzzo  | DC                              | Sindaco                 | [ 19 ]                                                   |
| 22 luglio 1990   | 24 aprile 1995    | Ilario Barro      | DC                              | Sindaco                 | [ 20 ]                                                   |
| 24 aprile 1995   | 21 settembre 1998 | Ilario Barro      | lista civica                    | Sindaco                 | Scioglimento del consiglio comunale il 15 settembre 1998 |
| 30 novembre 1998 | 27 maggio 2003    | Francesco Tartini | centro-sinistra (liste civiche) | Sindaco                 | [ 23 ]                                                   |
| 27 maggio 2003   | 15 aprile 2008    | Fiorenzo Berton   | Lega Nord                       | Sindaco                 | [ 24 ]                                                   |
| 15 aprile 2008   | 27 maggio 2013    | Fiorenzo Berton   | Lega Nord                       | Sindaco                 | [ 25 ]                                                   |
| 27 maggio 2013   | 27 maggio 2018    | Fabio Vettori     | Lega Nord                       | Sindaco                 | [ 26 ]                                                   |
| 12 giugno 2018   | 27 luglio 2022    | Fabio Vettori     | Lega Nord                       | Sindaco                 | Scioglimento del consiglio comunale                      |
| 27 luglio 2022   | 15 maggio 2023    | Paola De Palma    | -                               | Commissario prefettizio | [ 30 ]                                                   |
| 15 maggio 2023   | in carica         | Mara Fontebasso   | FdI                             | Sindaco                 | [ 31 ] [ 32 ]                                            |

### Gemellaggi
- Lugo, dal 1968[33]

## Sport

### Ciclismo
- Nel 1985 Nervesa della Battaglia e Giavera del Montello ospitarono i mondiali di ciclismo (vinti da Joop Zoetemelk): da allora a Nervesa si corre ogni anno una corsa ciclistica dilettantistica che intraprende il percorso del mondiale. Vi hanno partecipato anche atleti come Davide Rebellin, Alessandro Ballan, Peter Sagan e Tadej Pogačar.
- Il 18 maggio 2018 il paese ha ospitato l'arrivo della 13ª tappa del Giro d'Italia 2018 vinta da Elia Viviani.

### Calcio
- La Nazionale di calcio italiana nel 1960, in vista delle Olimpiadi di Roma, è stata ospitata per degli allenamenti nel campo sportivo di Nervesa della Battaglia.
- La principale squadra di calcio della città era l'F.C. Nervesa A.S.D.. Il 13 giugno 2019 si fonde con il Treviso dando vita alla squadra Treviso Academy Società Sportiva Dilettantistica (oggi rinominata Treviso Foot Ball Club 1993), società autonoma di puro settore giovanile, e che milita nel girone C di Serie D 2024-2025.

Ad oggi il Nervesa Calcio ha ricominciato il suo operato nell'ambito calcistico partendo dalle leve dei giovanissimi (pulcini, piccoli amici, esordienti, giovanissimi), per poi in un futuro riavere una prima squadra di nuovo attiva nei campionati dilettantistici.
- La squadra principale di Calcio a 5 è l'ASD Atletico Nervesa 2014 che militava nel girone A della Serie A2 fino al suo ritiro dal campionato.

### Impianti sportivi

#### Stadi
L'unico esistente nel paese è lo stadio comunale Gipo Viani intitolato al calciatore ed allenatore Giuseppe Viani, ricordato per aver militato nell'Ambrosiana Inter, essere stato allenatore del Milan e della Nazionale Italiana. Lo stadio viene usato come centro di allenamento dal Treviso Foot Ball Club 1993.